# 大富水
大富水，是中国长江流域汉水水系的一条河流，汇入汉北河。河长170千米，流域面积1698平方千米，多年平均流量立方米每秒。